# Gerbillus watersi
Il gerbillo di Waters (Gerbillus watersi  de Winton, 1901) è un roditore della famiglia dei Muridi diffuso nell'Africa nord-orientale.

## Descrizione

### Dimensioni
Roditore di piccole dimensioni, con la lunghezza della testa e del corpo tra 70 e 96 mm, la lunghezza della coda tra 90 e 125 mm, la lunghezza del piede tra 18 e 23 mm, la lunghezza delle orecchie tra 10 e 13 mm e un peso fino a 20 g.

### Aspetto
Le parti dorsali sono arancioni chiare od arancioni-brunastre, più scure lungo la spina dorsale, la base dei peli è grigia, i fianchi sono più chiari, mentre le parti ventrali, le guance, il mento, la gola e gli arti sono bianchi. La linea di demarcazione lungo i fianchi è netta. Sono presenti una macchia bianca sopra e una sotto ogni occhio. La coda è più lunga della testa e del corpo, è bruno-arancione chiara sopra, bianca sotto e con un ciuffo di lunghi peli scuri all'estremità.

## Biologia

### Comportamento
È una specie terricola e notturna. Si rifugia di giorno dentro le tane.

## Distribuzione e habitat
Questa specie è diffusa nell'Egitto sud-orientale, Sudan nord-orientale e centro-orientale e lungo il medio corso del Nilo fino a Khartoum.
Vive nei deserti e zone semi-desertiche con terreni sabbiosi consolidati.

## Conservazione
La IUCN Red List, considerato il vasto areale e la presenza in habitat non soggetti a minacce, classifica G.watersi come specie a rischio minimo (Least Concern).